# Eterikan
Eterikan (en russe : Этерикан), est un explorateur et trappeur du XVIIIe siècle de l'ethnie Évènes. 

## Biographie
Eterikan est célèbre pour ses voyages sur le cours inférieur de la Léna.
Eterikan est devenu une figure semi-mythique et diverses traditions orales rapportent qu'il n'était pas une seule personne, mais deux frères portant le même nom de famille. Ils auraient emmené une femme avec eux pour l'hiver, se seraient battus pour elle et l'un d'eux aurait tué l'autre. 
En 1759-1760, Eterikan découvrit l'île de Blizhni (aujourd'hui l'île de Suur Lyakhov dans le nouvel archipel sibérien), site de vestiges de mammouths. Après cela, il traverse le détroit, qui porte désormais son nom, et atteint l'île voisine de Malõi (aujourd'hui l'île de Väike-Ljahov). 
Dans les années 1760, l'île Suur Ljahov a été nommée île Eterikan en son honneur. Dans les années 1770, sur ordre de Catherine II, ces îles ont été rebaptisées Grande et Petite îles Lyakhov en l'honneur d'Ivan Liakhov.
Actuellement, le détroit entre les îles Suur et Väike-Lyakhov (depuis 1909) et trois rivières sur l'île Suur-Lyakhov (Bolshoi Eterikan, Malõi Eterikan et Eterikanka) portent le nom d'Eterikan.

## Lieux portant son nom
- Eterikan (Sakha)
- Eterikani väin (et)
- Malyy Eterikan (ceb)
- Bol'shoy Eterikan (ceb)